# Ankothrips diffractus
Ankothrips diffractus är en insektsart som beskrevs av Ian A. Hood 1924. Ankothrips diffractus ingår i släktet Ankothrips och familjen Melanthripidae. Inga underarter finns listade i Catalogue of Life.